# Демофил (архиепископ Константинопольский)
Архиепи́скоп Демофи́л (иначе Димофи́л, ср.-греч. Δημόφιλος, лат. Demophilus; нач. IV века, Фессалоники, Римская Империя — 386) — епископ Берии Фракийской начиная с 40-х годов IV века до 370 года; архиепископ Константинопольский с 370 года до своего изгнания в 380 году; руководил арианской общиной Константинополя до самой смерти. Придерживался т. н. «умеренного» арианства или «омийства» (от др.-греч. ὅμοιος — «подобен»).

## Биография
Родился в Фессалониках в семье благородного происхождения (Филосторгий, Церковная история Архивная копия от 26 сентября 2007 на Wayback Machine, Кн. IX. 14).
Упоминается среди участников арианского Филиппопольского собора (346/347), анафемствовавшего термин «единосущие» (ср.-греч. ὁμοούσιος), низложившего римского епископа Юлия I и участников Сардикийского собора (343 или 344), а также введшего в богословский оборот термин «неподобный» (ср.-греч. ἀνόμοιος).
В 359 году будучи епископом Берии Фракийской (Феодорит Кирский, Церковная история Архивная копия от 6 февраля 2015 на Wayback Machine, Кн. V, 40) среди прочих исповедовавших арианство епископов на Ариминском соборе повторно отвергает «единосущие», отказывается анафемствовать арианство, за что низлагается Собором (Афанасий Великий, Послание 24 Архивная копия от 4 марта 2016 на Wayback Machine, 8, 9; Афанасий Великий, Послание 29 Архивная копия от 8 мая 2016 на Wayback Machine, 3; Сократ Схоластик, Церковная история, Кн. II, 37).
По смерти Константинопольского архиепископа Евдоксия, Демофил в 370 году был избран архиепископом арианами Константинопольской епархии и рукоположен Феодором, епископом Гераклеи (Филосторгий, Церковная история Архивная копия от 26 сентября 2007 на Wayback Machine, Кн. IX, 10; Сократ Схоластик, Церковная история, Кн. IV, 14; Созомен, Церковная история Архивная копия от 8 мая 2016 на Wayback Machine, Кн. VI, 13). Его хиротония расколола общественное мнение; Филосторгий указывает примечательный факт, что при возведении Демофила на архиепископский престол, на традиционный вопрос рукополагавшего его епископа: — ср.-греч. άξιος (то есть «Достоин [ли он]?») многие из толпы вместо ср.-греч. άξιος («достоин!») выкрикивали ср.-греч. ἀνάξιος («недостоин!») (Филосторгий, Церковная история Архивная копия от 26 сентября 2007 на Wayback Machine, Кн. IX, 10).
Православные в свою очередь избрали на константинопольскую кафедру Евагрия, рукоположенного на архипастырство Евстафием, низложенным архиепископом Антиохийским, который тайно проживал в Константинополе, возвратившись из заключения при императоре Иовиане (Феофан Исповедник, Летопись византийца Феофана от Диоклитиана до царей Михаила и сына его Феофилакта Архивная копия от 11 октября 2011 на Wayback Machine, Л. М. 5861, Р. Х. 361.). Избрание Евагрия послужило поводом для народных волнений, спровоцированных арианами. И Евстафий и Евагрий были высланы императором Валентом II, а их последователи подверглись гонениям (Сократ Схоластик, Церковная история, Кн. IV, 14, 15; Созомен, Церковная история Архивная копия от 8 мая 2016 на Wayback Machine, Кн. VI. 13, 14; Феофан Исповедник, Летопись византийца Феофана от Диоклитиана до царей Михаила и сына его Феофилакта Архивная копия от 11 октября 2011 на Wayback Machine, Л. М. 5862, Р. Х. 362.).
Вскоре после вступления на кафедру Демофил направился в Кизик с Дорофеем (или Феодором), епископом Гераклеи, чтобы избрать арианского епископа на кафедру, остававшуюся вакантной со времени изгнания Евномия. Однако жители Кизика отказались признать их, пока они не анафемствовали Аэция, Евномия и их последователей. Только тогда им позволили рукоположить епископа, избранного народом. Однако Елевсий, вновь избранный епископ немедленно подтвердил свою принадлежность учению о единосущии, которое и стал проповедовать (Филосторгий, Церковная история Архивная копия от 26 сентября 2007 на Wayback Machine, Кн. IX, 13).
В 378 году принял у себя низложенного и изгнанного из Египта, архиепископа Александрийского Лукия — ярого арианина.
В 379 году в Константинополь прибыл православный богослов — Григорий Назианзин, с целью стать руководителем малочисленной константинопольской общины приверженцев никейского исповедания. Григорий в будущем должен был стать константинопольским архиепископом, на что получил санкцию Мелетия, архиепископа Антиохийского, в чьём ведении находились никейцы Константинополя.
Между тем прибывший 24 ноября 380 года в столицу император Феодосий, предложил архиепископу Демофилу поддержать его понтификат, если тот подпишется под Никейским Символом веры, или добровольно покинуть кафедру. Демофил отказался принять Никейский Символ и оставить архиепископскую кафедру, сославшись на необходимость утверждения своего низложения Вселенским собором, который вскоре должен был состояться.
После встречи с архиепископом, император принял у себя Григория Назианзина, и пообщавшись с руководителем константинопольских никейцев Феодосий принял решение лично ввести его в храм Святой Софии.
Императоры Грациан, Валентиниан и Феодосий августы: Указ жителям города Константинополя. Мы хотим, чтобы все народы, которыми правит власть нашей милости, следовали той религии, которую божественный апостол Пётр передал римлянам, которая была точно сохранена традицией, и исповеданием которой строго следуют понтифик Дамас и Пётр, епископ Александрийский, муж апостольской святости, чтобы все мы, согласно апостольскому установлению и евангельскому учению, верили в одно божество Отца и Сына и Святого Духа, при их равном величии и благочестивой Троичности. Тем, кто следует этому закону, повелеваем применять к себе имя христиан кафоликов; прочие же безумцы сумасброды, да понесут на себе бесчестие еретического учения; их собрания не должны называться церквами, сами они подвергнутся наказаниям во-первых божественным возмездием, и во-вторых по нашему повелению, принятому по внушению небес.
Эдикт от 27 февраля 380 года «О вере кафолической» / «De Fide Catolica» (Codex Theodosius Архивная копия от 9 мая 2017 на Wayback Machine, Lib. XVI, 1.2.—1.2.1)
В соответствии принятым 27 февраля 380 года императорским эдиктом «О вере кафолической» Демофилу было приказано немедленно оставить свои церкви и приходы. Через два дня собрав своих последователей и объявив, что власть императора простирается только на церкви как здания, архиепископ Константинопольский удалился с Лукием, низложенным архиепископом Александрийским и прочими в церковь за пределами городских стен Константинополя (Сократ Схоластик, Церковная история, Кн. V, 7; Созомен, Церковная история Архивная копия от 12 октября 2011 на Wayback Machine, Кн. VII, 5).
Константинопольская кафедра, была передана Евагрию, а храмы Константинополя, пребывавшие в течение сорока лет в арианских руках, теперь вернулись никейцам; и так же произошло в других городах Империи. Произошло фактически восстановление кафолицизма. Возврат храмов православным христианам сопровождался народными волнениями. Как вспоминал Григорий Назианзин впоследствии, когда император вел его к храму Святой Софии, негодующую толпу на пути следования сдерживали столичные гарнизоны, стоявшие в боевой готовности рядами.
Филосторгий добавляет, что Демофил направился в его собственный город, Берию (Филосторгий, Церковная история Архивная копия от 26 сентября 2007 на Wayback Machine, Кн. IX, 19). Тем не менее, эта поездка должна была иметь место несколько позднее событий 380 года, или возможно, что Демофил возвратился из изгнания, поскольку он лично представлял арианскую сторону на синоде в Константинополе в 383 году (Сократ Схоластик, Церковная история, Кн. V, 10; Созомен, Церковная история Архивная копия от 12 октября 2011 на Wayback Machine, Кн. VII, 12).
Умер Демофил в 386 году, управление арианской общиной Константинополя перешло некоему Марину из Фракии (Созомен, Церковная история Архивная копия от 12 октября 2011 на Wayback Machine, Кн. VII, 14; Сократ Схоластик, Церковная история, Кн. V, 23).
Архиепископ проявлял терпимость к своим богословским противникам, к примеру Григорий Назианзин мог беспрепятственно проповедовать среди константинопольских православных. Современники отмечали также высокую нравственность и безусловный авторитет Демофила, как среди ариан, так и никейцев (Василий Великий Epistola 44 (48) Архивная копия от 15 января 2018 на Wayback Machine // Patrologia Graeca, 32. Col. 385—386).
Филосторгий также утверждает, что Демофил имел обыкновение приводить все в беспорядок и замешательство, особенно доктрины церкви, к примеру на одной из проповедей в Константинополе, он в частности говорил о человеческом теле Сына, которое слившись с Божеством, фактически в нём растворилось, подобно секстарию молока вылитому в море и растворившемуся в нём (Филосторгий, Церковная история Архивная копия от 26 сентября 2007 на Wayback Machine, Кн. IX, 14; [Philostorgius] // Patrologia Graeca, 65; [Sozomenus, Socrates Scholasticus] // Patrologia Graeca, 67).